# Kriterium von Bertrand
Das Kriterium von Bertrand oder das Bertrandsche Kriterium ist ein  mathematisches Konvergenzkriterium zur Bestimmung der (absoluten) Konvergenz sowie Divergenz unendlicher Reihen, das nach dem französischen Mathematiker Joseph Bertrand (1822–1900) benannt ist.

## Formulierung
Sei {\displaystyle (a_{n})_{n\in \mathbb {N} }\in \mathbb {R} _{+}^{\mathbb {N} }} eine positive reelle Folge  und {\displaystyle \textstyle A:=\sum _{n=1}^{\infty }a_{n}} die zugehörige Reihe. Die Folge {\displaystyle (B_{n})_{n\in \mathbb {N} }\in \mathbb {R} ^{\mathbb {N} }} mit:
{\displaystyle B_{n}:=\ln(n)\left(n\left({\frac {a_{n}}{a_{n+1}}}-1\right)-1\right)}
habe den endlichen oder unendlichen (respektive uneigentlichen) Grenzwert {\displaystyle B\in {\overline {\mathbb {R} }}=\mathbb {R} \cup \{-\infty ,+\infty \}}:
{\displaystyle B:=\lim \limits _{n\to \infty }B_{n}}.
Dann gilt für die Reihe: {\displaystyle A} ist
{\displaystyle {\begin{cases}{\text{konvergent, falls}}&B>1\\{\text{divergent, falls}}&B<1\end{cases}}}.

## Beweis
Sei {\displaystyle c_{n}:=n\ln(n)} mit {\displaystyle n\in \mathbb {N} _{\geqq 2}}. Die Reihe {\displaystyle \sum _{n=2}^{\infty }{\frac {1}{c_{n}}}} divergiert aufgrund des Integralkriteriums. Setzen wir {\displaystyle f(x):={\frac {1}{x\ln(x)}}}, so gilt {\displaystyle {\frac {1}{c_{n}}}=f(n)} und  {\displaystyle f(x)} ist monoton fallend und {\displaystyle f(x)\to 0} für {\displaystyle x\to \infty } und {\displaystyle x\geqq 2}. Des Weiteren ist:
{\displaystyle \int _{2}^{R}{\frac {1}{x\ln(x)}}\mathrm {d} x=\int _{2}^{R}{\frac {{\frac {\mathrm {d} }{\mathrm {d} x}}\ln(x)}{\ln(x)}}\mathrm {d} x=\ln(\ln(R))-\ln(\ln(2)){\xrightarrow {R\to \infty }}\infty }.
Setze nun:
{\displaystyle {\begin{aligned}K_{n}&:=c_{n}{\frac {a_{n}}{a_{n+1}}}-c_{n+1}=n\ln(n){\frac {a_{n}}{a_{n+1}}}-(n+1)\ln(n+1)\\&=n\ln(n){\frac {a_{n}}{a_{n+1}}}-n\ln(n+1)-\ln(n+1)\\&=n\ln(n){\frac {a_{n}}{a_{n+1}}}-n\left(\ln \left(1+{\frac {1}{n}}\right)+\ln(n)\right)-\left(\ln \left(1+{\frac {1}{n}}\right)+\ln(n)\right)\\&=n\ln(n){\frac {a_{n}}{a_{n+1}}}-(n+1)\ln \left(1+{\frac {1}{n}}\right)-n\ln(n)-\ln(n)\\&=\ln(n)\left(n{\frac {a_{n}}{a_{n+1}}}-n-1\right)-\ln \left(1+{\frac {1}{n}}\right)^{n+1}\\&=\ln(n)\left(n\left({\frac {a_{n}}{a_{n+1}}}-1\right)-1\right)-\ln \left(1+{\frac {1}{n}}\right)^{n+1}\\&=B_{n}-\ln \left(1+{\frac {1}{n}}\right)^{n+1}\end{aligned}}}.
Mit der Stetigkeit des Logarithmus und dem bekannten Grenzwert {\displaystyle \lim _{n\to \infty }\left(1+{\frac {1}{n}}\right)^{n+1}=e} folgt für {\displaystyle n\to \infty }:
{\displaystyle K=B-\ln(e)=B-1},
wobei {\displaystyle K,B\in {\overline {\mathbb {R} }}} und {\displaystyle K:=\lim _{n\to \infty }K_{n}} gilt. {\displaystyle (c_{n})_{n\in \mathbb {N} }} erfüllt nun nach Konstruktion die Bedingungen des Kriteriums von Kummer. Aus Letzterem folgt für {\displaystyle A}:
{\displaystyle A\colon {\begin{cases}{\text{konvergent}}&K>0\Leftrightarrow B>1\\{\text{divergent}}&K<0\Leftrightarrow B<1\end{cases}}}.